# Staré Město pod Sněžníkem (nádraží)
Staré Město pod Sněžníkem je dopravna D3 (někdejší železniční stanice) nacházející se na západním okraji Starého Města na železniční trati Hanušovice – Staré Město pod Sněžníkem. Provoz je organizován dle předpisu D3 (trať se zjednodušeným řízením železničního provozu). První vlak z Hanušovic na nádraží ve Starém Městě přijel 4. října 1905.

## Popis
Dopravna je vybavená jedním nástupištěm o výšce 550 mm nad temenem kolejnice dle ČSN. Staniční budova je stále používaná – uvnitř se nachází prostory pro cestující, vnitrostátní pokladní přepážka a bezbariérové WC. Dopravna je plně bezbariérová a je vybavena i vodicími pásy pro zrakově postižené.

## Provoz
Dopravna je obsluhována osobními vlaky Českých drah na lince M62, které začínají/končí v Hanušovicích, kde je zajištěn přestup na návazné spoje směr Dolní Lipka, Jeseník a Šumperk / Zábřeh na Moravě.

## Fotogalerie

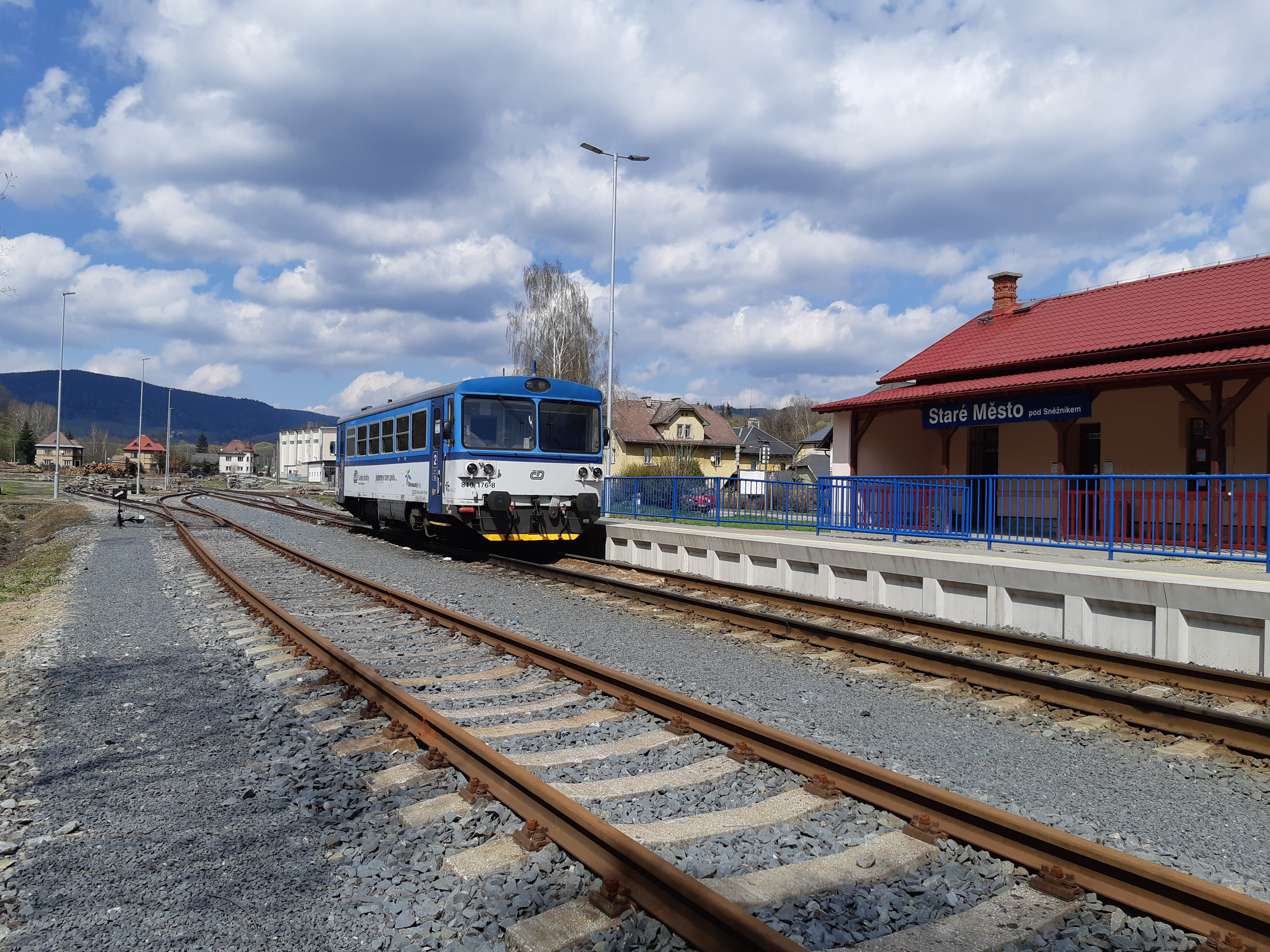
Osobní vlak stojící v dopravně
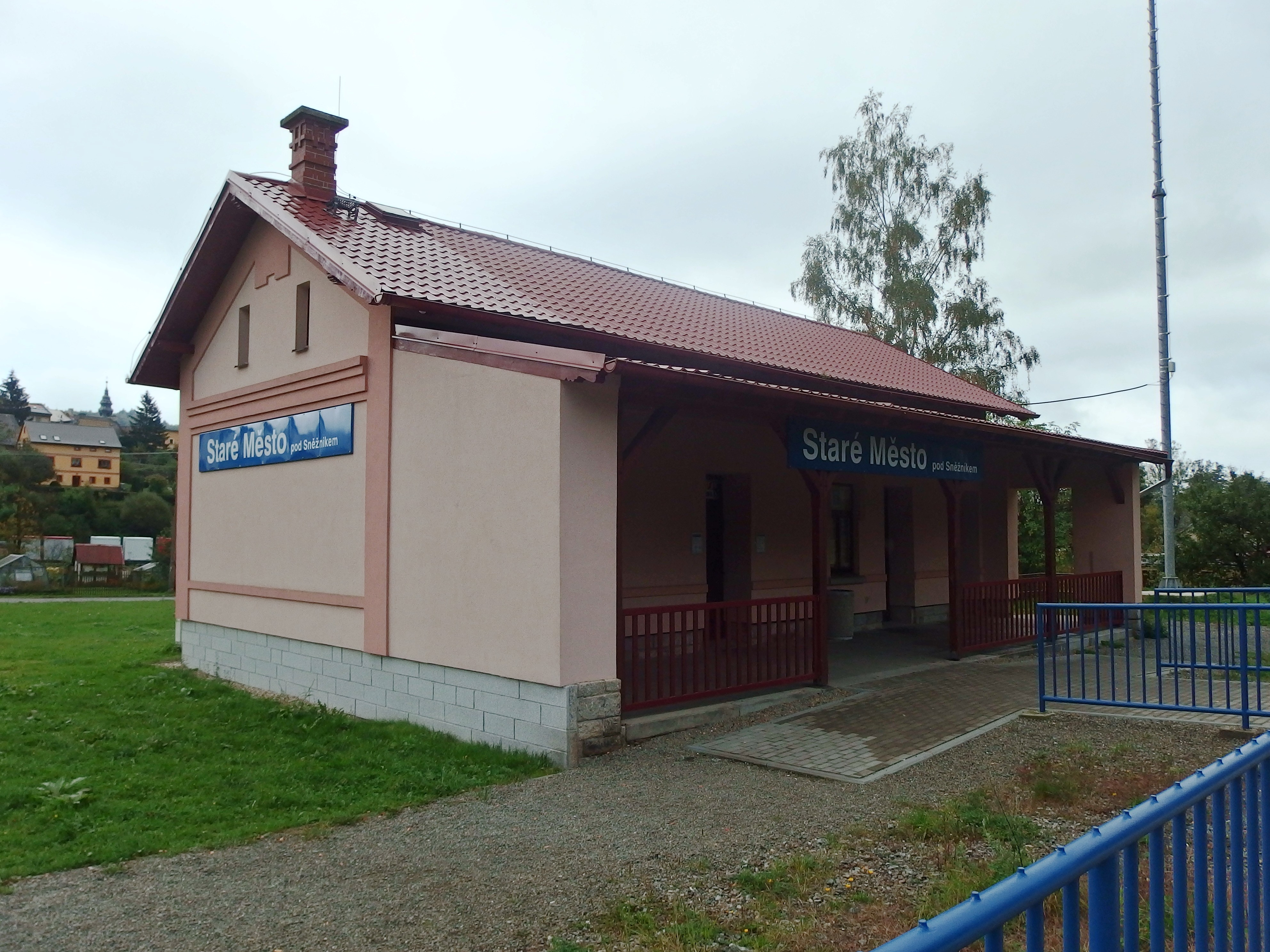
Staniční budova, pohled směrem od kolejiště
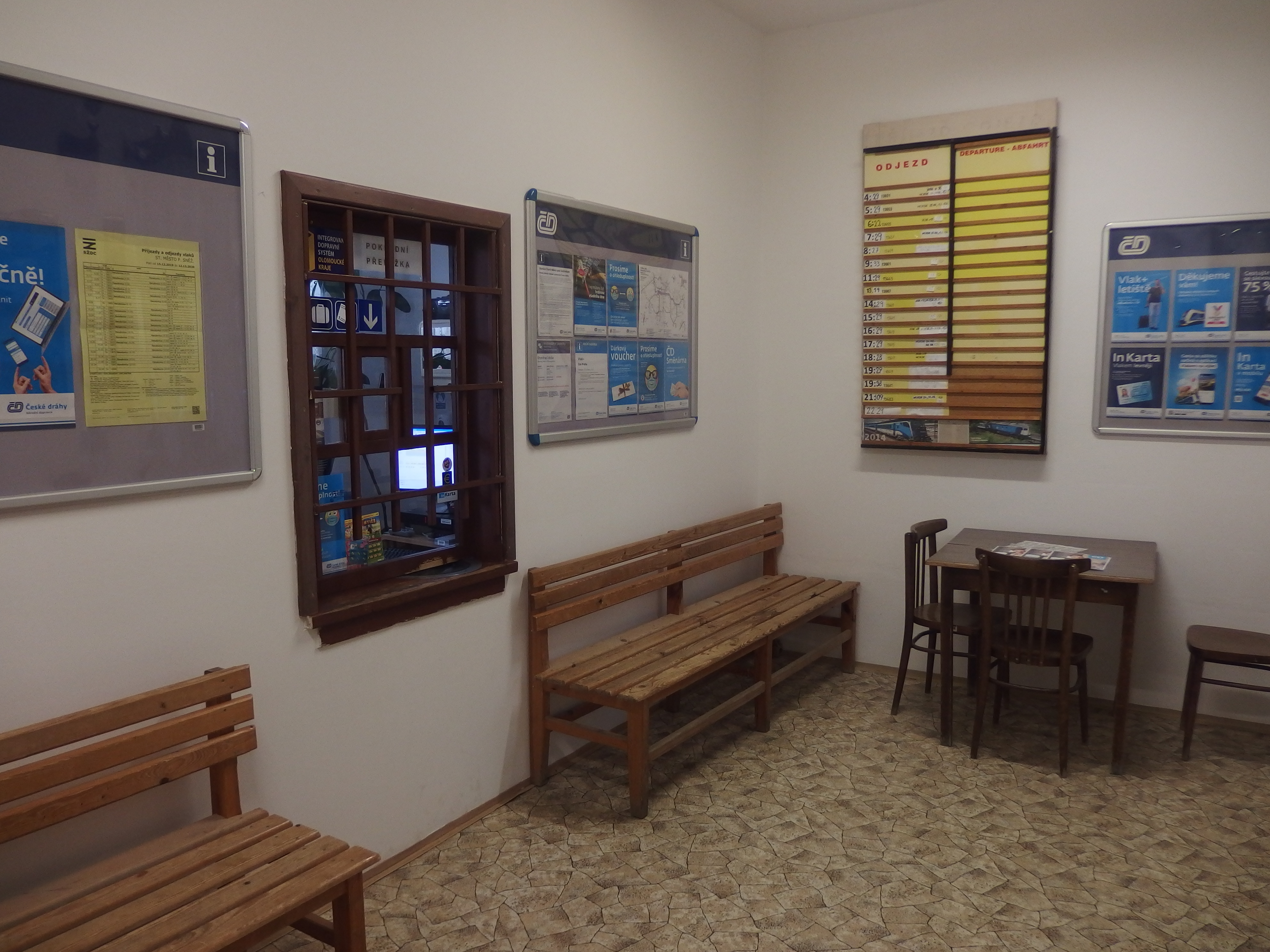
Prostory pro cestující s pokladní přepážkou
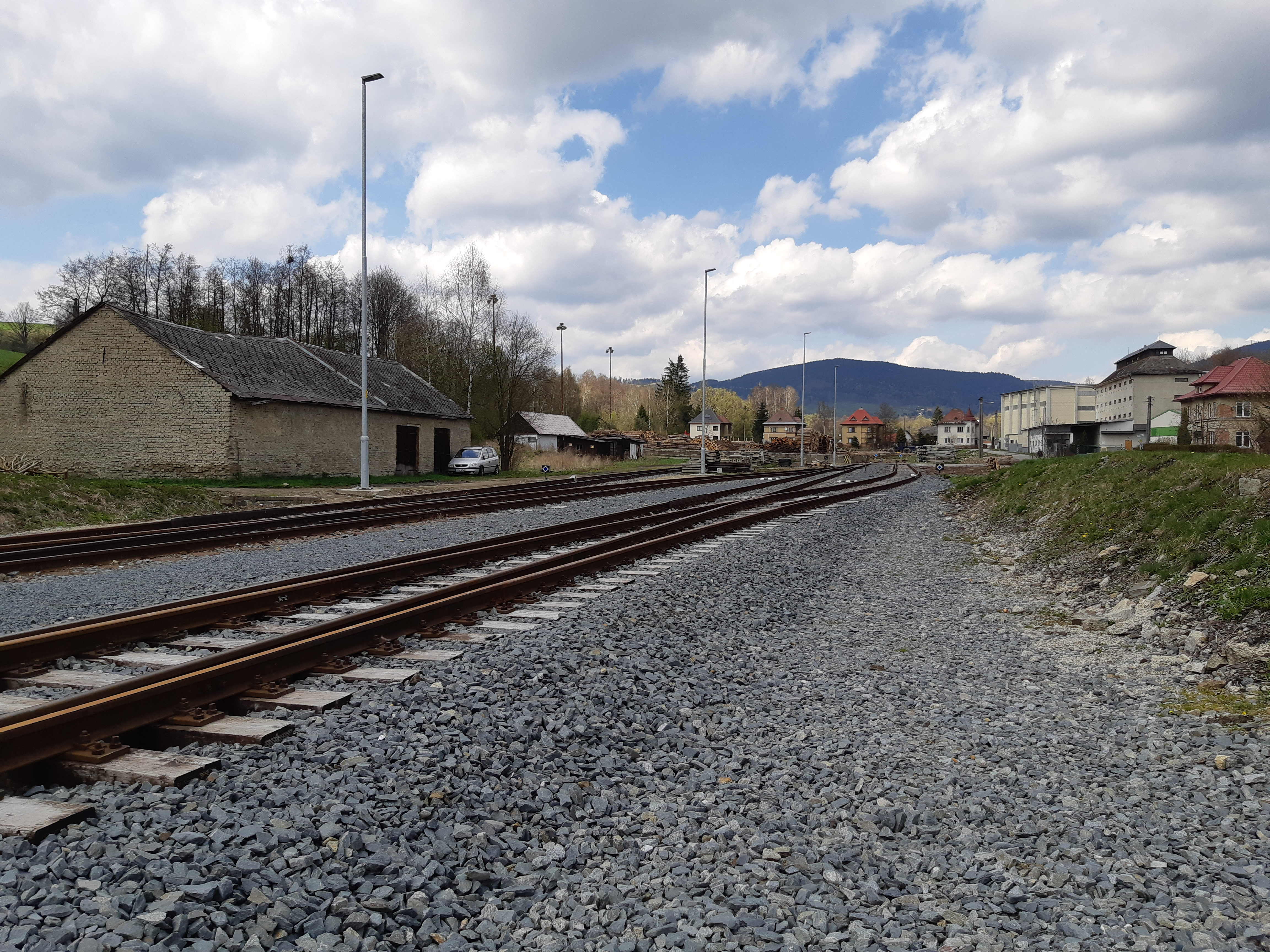
Kolejiště na sever od nástupiště
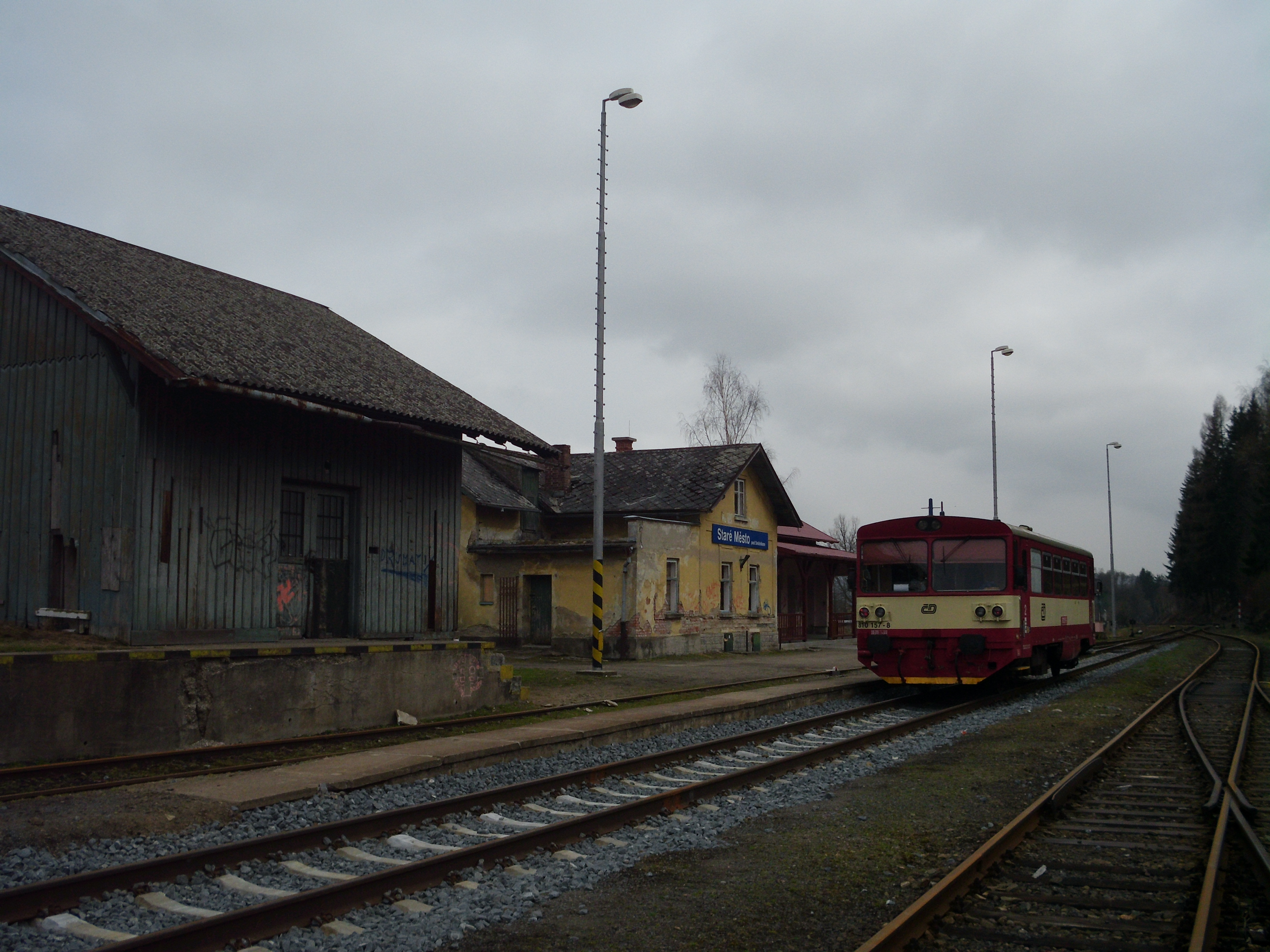
Staré Město pod Sněžníkem, stav k roku 2012
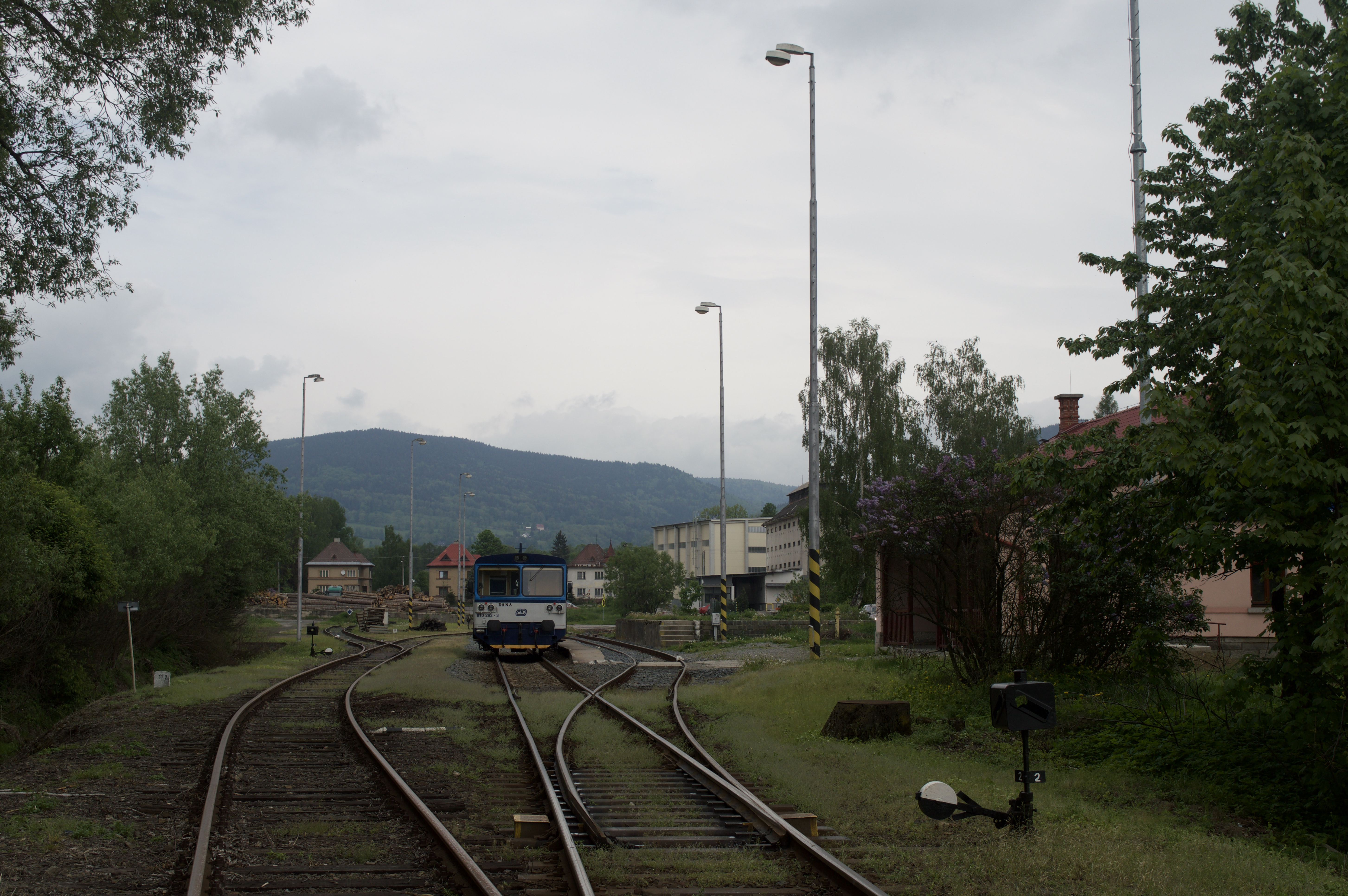
Staré Město pod Sněžníkem, hanušovické zhlaví (stav k roku 2018)